# Lacertaspis rohdei
Lacertaspis rohdei är en ödleart som beskrevs av  Müller 1910. Lacertaspis rohdei ingår i släktet Lacertaspis och familjen skinkar. Inga underarter finns listade i Catalogue of Life.